# Parc national d'Aukštaitija
Le parc national d'Aukštaitija se situe au nord-est de la Lituanie à une centaine de kilomètres au nord de Vilnius. Établi en 1974, il est le plus ancien des 5 parcs nationaux lituaniens. À l'origine nommé parc national de la RSS de Lituanie, il a été rebaptisé à l'indépendance du pays en 1991, lorsque les 4 autres parcs ont été créés. Le nom du parc fait référence à la région ethnographique de Lituanie dans laquelle il se situe : Haute Lituanie (Aukštaitija en lituanien).

## Description
Le parc s'étend sur 405,7 km2 répartis entre les municipalités de Ignalina (50 %), Utena (25 %), et Švenčionys. 70 % du territoire est couvert de forêts, elles-mêmes composées à 80 % de pins. Il compte 126 lacs, couvrant 59 km² au total.
Le parc est reconnu pour sa très grande biodiversité - 59 % de toutes les espèces végétales de Lituanie s'y trouvent alors qu'il ne couvre que 1 % de la surface du pays. Soixante-quatre espèces de plantes, huit espèces de champignons et 48 espèces d’oiseaux trouvées dans le parc sont incluses dans le livre rouge de la Lituanie.

## Villages
Il y a 116 villages dans le parc avec environ 2300 habitants. Les premiers villages sont mentionnés au XIVe siècle (Vilnius, la capitale de la Lituanie, a été mentionnée pour la première fois dans des sources écrites en 1323). Le plus célèbre des villages est Palūšė où l’administration du parc est basée. L’église, construite en 1750, est considérée comme la plus ancienne église en bois survivante en Lituanie et figurait sur un billet de 1 litas. Stripeikiai est le plus ancien village du parc, maintenant connu pour son unique musée lituanien de l’apiculture ancienne. Ginučiai est un autre village célèbre et les touristes sont attirés par son moulin à eau du XIXe siècle. Étant l’un des rares moulins possédant encore ses mécanismes d’origine, il a été déclaré monument d’ingénierie. Deux collines d’importance nationale sont à proximité. Kaltanėnai, avec 300 habitants, est le plus grand village.
Un film lituanien classique de 1972 sur le hors-la-loi et héros populaire national Tadas Blinda a été tourné dans le Šuminai. Ce village et cinq autres ont été déclarés monuments architecturaux.

## Images

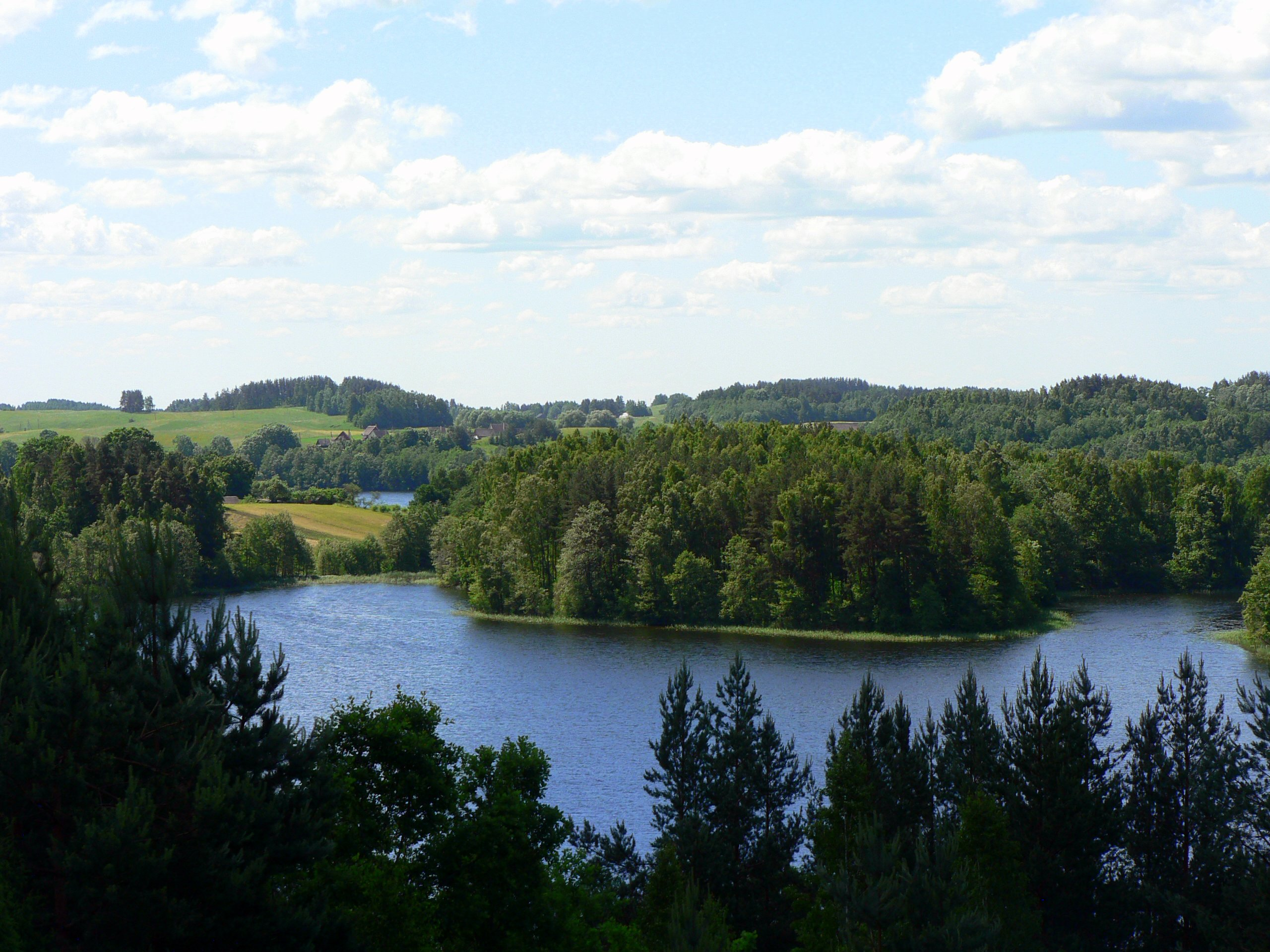
Vue depuis la colline Ladakalnis
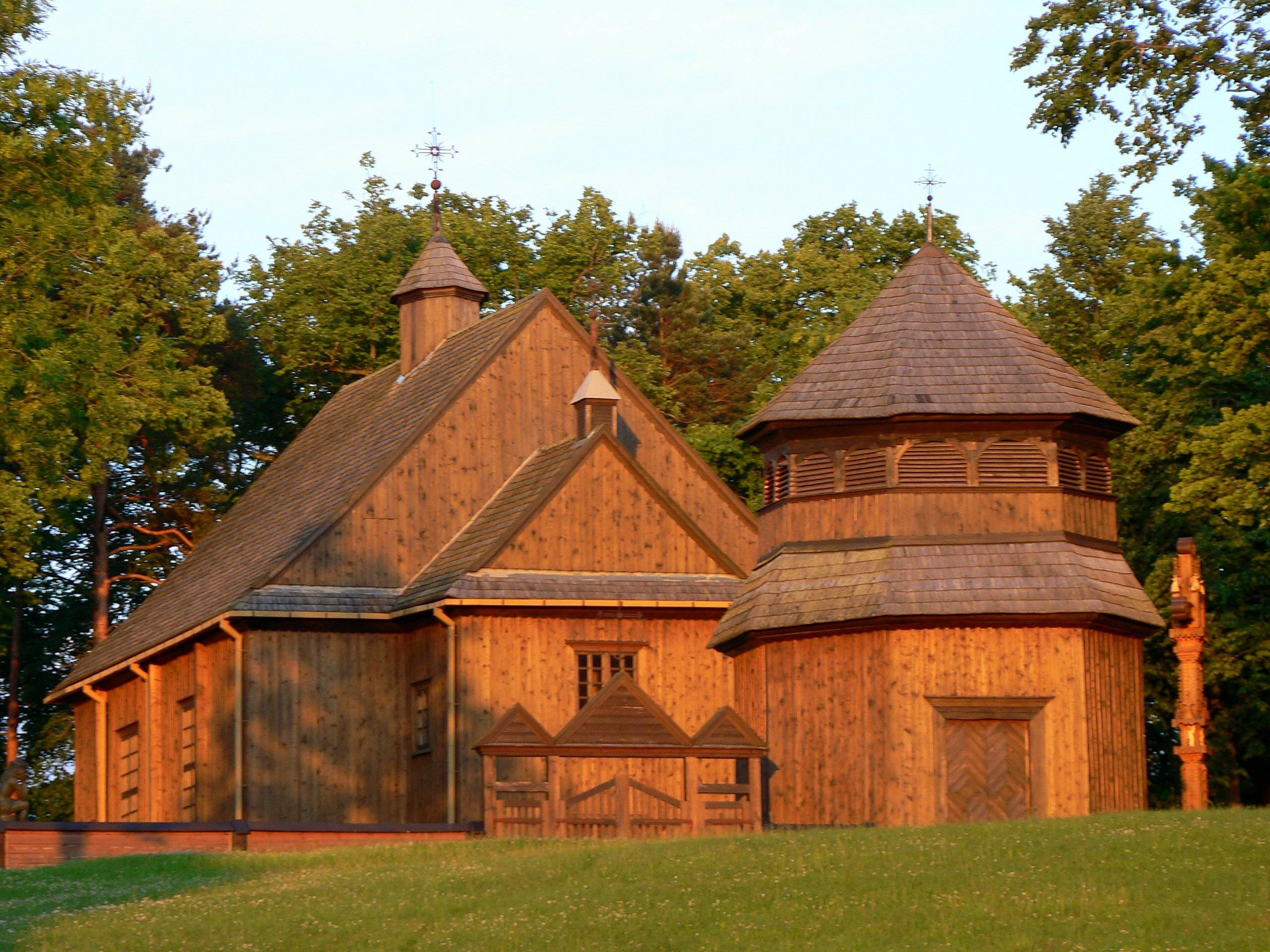
Église en bois du XVIIIe siècle à Palūšė
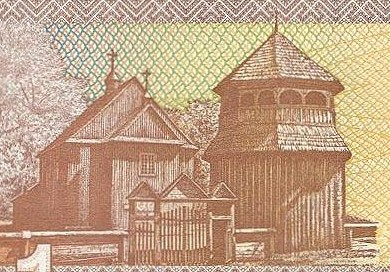
Église en bois de Palūšė sur les billets de 1 litas.
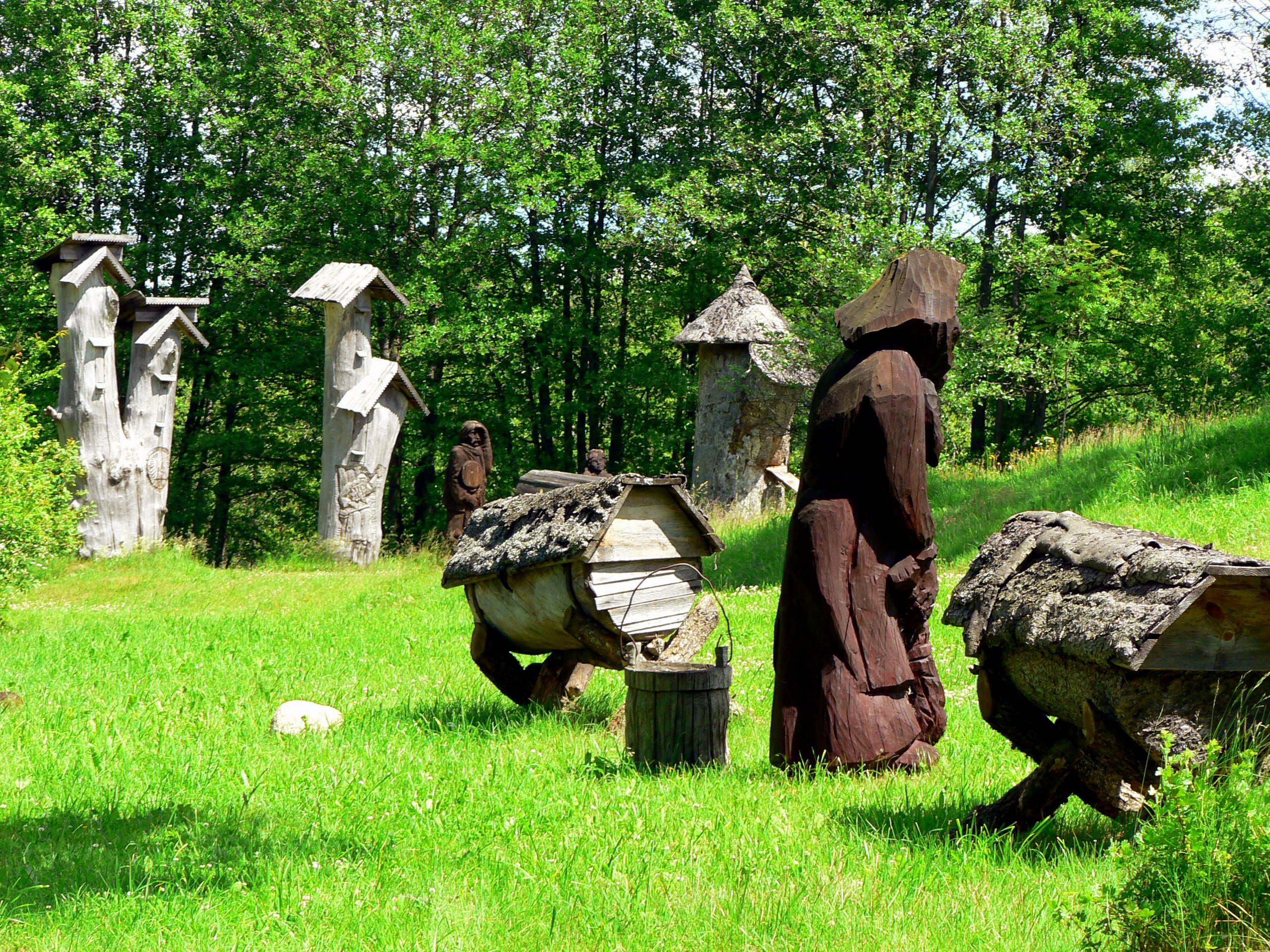
Le musée de l'apiculture.